# CA Juventus
Der Clube Atlético Juventus, kurz CAJ oder Juventus-SP genannt, ist ein brasilianischer Fußballverein aus São Paulo im gleichnamigen Bundesstaat.

## Geschichte
Der Verein ist 1924 von Cotonificio Rodolfo Crespi mit Namen Extra São Paulo gegründet worden. Im Jahr darauf ist er in Cotonificio Rodolfo Crespi Futebol Clube umbenannt wurden, bis er 1925 seinen heutigen Namen erhalten hat. Er wurde vom Vereinsgründer in Reminiszenz an den Juventus FC aus Turin gewählt, weil er ein Fan dieses Vereins war. Sein Sohn aber war ein Anhänger des Torino FC, so dass die Farben für den CAJ von diesem entliehen wurden.
Nach eigener Aussage hat Pelé (FC Santos) sein schönstes Tor am 2. August 1959 in einem Paulistão-Ligaspiel gegen den CA Juventus geschossen.
Ab den 1980er Jahren war Juventus regelmäßig in den Ligen der nationalen Meisterschaft Brasiliens vertreten gewesen. 1983 ist der Verein Zweitligameister geworden, hat sich allerdings nicht in der ersten Liga (Série A) etablieren können. 1998 ist der aus der Série B abgestiegen und 2007 auch aus der Série C, was seine bisher letzte Teilnahme an der nationalen Meisterschaft markiert. Auch auf Landesebene hat in dieser Zeit eine sportliche Talfahrt eingesetzt. 2008 ist der Verein aus der ersten Staatsliga abgestiegen und schon 2009 auch aus der zweiten. Nach einem kurzen Gastspiel in der zweiten Liga 2013 ist der Club erneut in die dritte Liga abgerutscht. Als deren Tabellenerster 2015 hat er den Wiederaufstieg in die zweite Staatsliga für die Saison 2016 geschafft.
1984 hatte Juventus erstmals einen Frauenkader aufgestellt und diesen aus Spielerinnen des inzwischen aufgelösten Pioniers Ísis Pop EC rekrutiert. Damit avancierte der Verein für die kommenden vier Jahre zum Primus im Frauenfußball des Bundesstaates und konnte die in dieser Zeit ausgespielten Stadtmeisterschaften gewinnen, von denen jene von 1987 rückwirkend als erste offizielle Staatsmeisterschaft anerkannt wird. Nach der Meisterschaft 1987 wurde der Kader aufgelöst, doch seit der Jahrtausendwende ist der Verein wieder kontinuierlich im Frauenfußball engagiert.

## Erfolge
Männer:
- Meister der brasilianischen Série B: 1983
- Staatspokal von São Paulo: 2007

Frauen:
- Staatsmeisterschaft von São Paulo: 1987